# Katedrala (film)
Katedrala (poljsko Katedra) je poljski znanstvenofantastični film, ki ga je po istoimenski noveli posnel umetnik in animator Tomasz Bagiński.
Novela je delo poljskega znanstvenofantastičnega pisatelja Jacka Dukaja, zmagovalca Nagrade Janusza A. Zajdla leta 2000.
Kratek animiran film je bil leta 2002 nominiran za Oskarja za kratek animiran film na Oskarjih 2003. Film je prejel nagrado Najboljši animirani kratki film - SIGGRAPH 2002 v San Antoniu pa tudi precej drugih nagrad.

## Vsebina
Film, ki je narejen v programu 3ds max, se osredotoča na moža, ki obišče mistično, organsko zgradbo, podobno srednjeveški katedrali. Ko stopa skozi ogromno stvaritev, njegovo bakla meče svetlobo na stebre in razkriva človeške obraze. Gledalec kasneje opazi, da so obrazi živi, saj se nekateri smehljajo in odprejo oči, ko jim gre mož v mimohodu. Narava zgradbe je delno razkrita ob prenehanju sončnega mrka, ko svetloba uroči obiskovalca in ga preoblikuje v nov organski steber, podoben koreninskemu deblu, ki zraste iz njegovega razpočenega prsnega koša. Tako postane še en dograjevalni del zgradbe, katera se očitno širi in širi.

## Interpretacija
Okolica ali kraj dogajanja je zelo mračna, nenavadnih svetlobnih odtenkov, deluje zelo apokaliptično. Pokrajina je surova, brez življenja, spominja na mešanico Velikega kanjona v Arizoni ter Marsovo površino. Edino življenje predstavlja katedrala, ki je »rastišče« nekdanjih obiskovalcev ter novi prišlek, ki se bo zdaj zdaj vkomponiral v zgradbo. Film se začne v trenutku sončnega mrka, ki ga povzroči bližnji planet ali luna. Katedrala, ki je po definiciji sedež škofa, lahko predstavlja Cerkev, v lokalnem in tudi v svetovnem merilu. Če še vključimo dejstvo, da gre za poljski film, ter povežemo njegovo temačnost z najtemačnejšim obdobjem v zgodovini Poljske, to je druga svetovna vojna ter komunizem, pridemo do podobe tedanjega stanja Cerkve ter odnosa z »mogočneži«, oblastniki. Cerkev opazimo kot razrušeno stavbno gmoto, ki priča o nekdanji veličini in sijaju. Simbolika cerkve kot živega tkiva njenih članov (obrazov) je neizpodbitna. Cerkev torej gradijo ljudje - dobesedno in v prenesenem pomenu. Cerkev se gradi z osebnim žrtvovanjem. Kakor je na koncu prišlek iz razparanega srca postal novi del Cerkve, tako se kristjan žrtvuje za njeno rast. Zdi se, čeprav tega podatka v filmu ni, da se preobrazba človeka dogodi samo v trenutku prenehanja sončnega mrka, ko v katedralo prodre svetloba. V simbolni govorici bi to pomenilo, da ko človek spregleda, ko zlo mine in svetloba premaga temo, se ustvarijo pogoji za gradnjo Cerkve (in cerkve).